# SS Doric (II)
«Дорик» (SS Doric) — британский пароход компании «Уайт Стар Лайн».
Спущен на воду в 1922 году в Белфасте на верфи «Harland and Wolff». 8 июня 1923 года отправился в своё первое плавание из Ливерпуля в Монреаль, при этом посетив Белфаст и Глазго. В 1926 году лишился статуса почтового судна. С 1933 работал на круизных линиях. 5 сентября 1935 года «Дорик» столкнулся с французским судном «Formigny» недалеко от мыса Финистерре. После этого был отправлен на срочный ремонт в Виго. К ноябрю того же года руководство компании «Кунард-Уайт Стар Лайн» приняло решение о выводе из эксплуатации лайнера «Дорик». Вскоре он отбыл в Ньюпорт, где и был утилизирован.